# Fréquence fondamentale

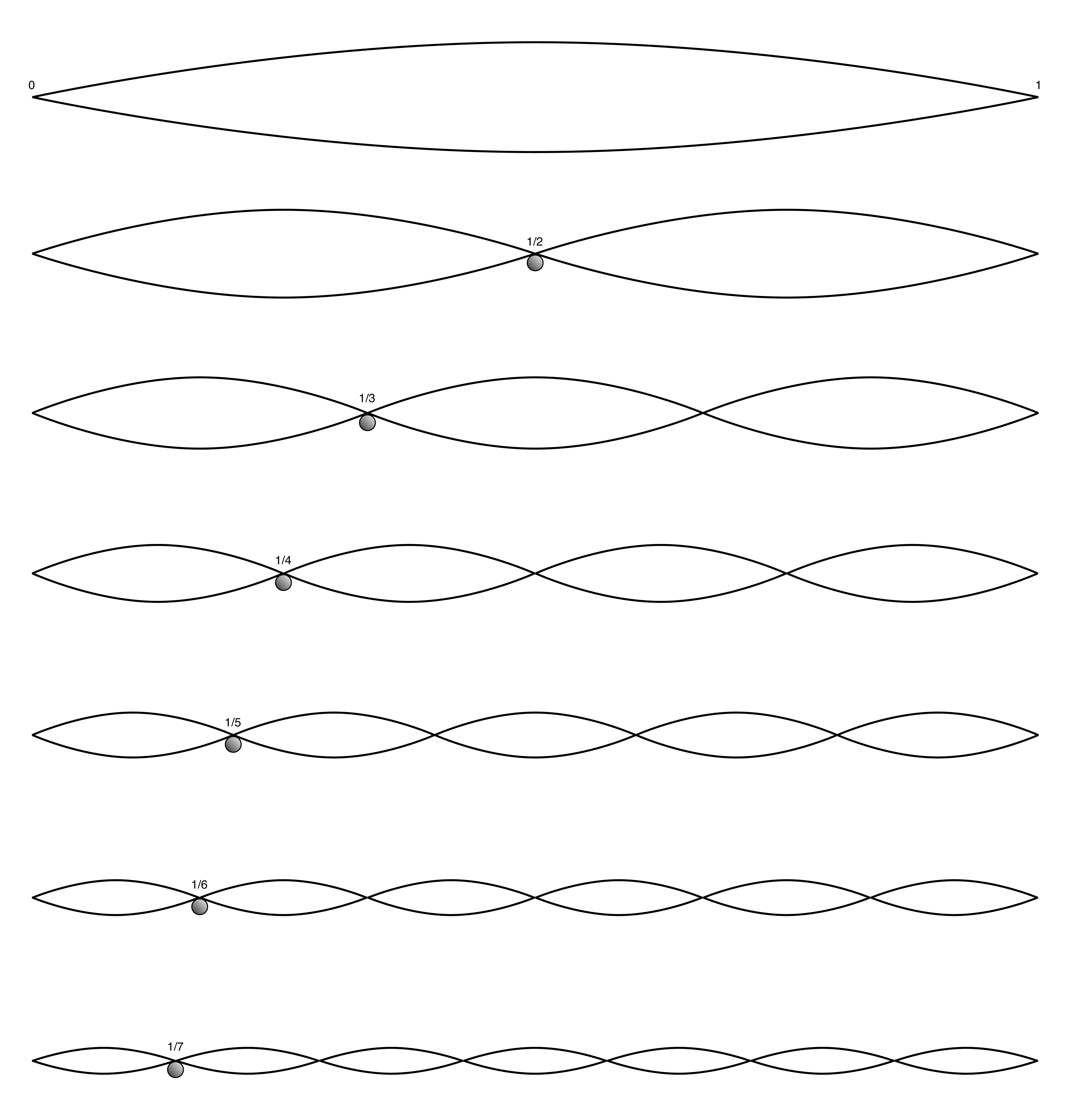
Dans la vibration d'une corde, la fréquence fondamentale correspond au mode propre et à l'harmonique de premier rang.

En acoustique musicale, la fréquence fondamentale est l'inverse de la période d'un son complexe. Cette fréquence est corrélée avec la hauteur du son musical.

## Acoustique musicale
Un son est une vibration de l'air. Cette vibration peut souvent s'assimiler à un phénomène périodique ; c'est le cas notamment des sons de voyelles émis par la voix humaine et de tous les instruments capables de produire une note de musique à fréquence stable.
Un phénomène périodique se caractérise par sa période, qui est la durée qui se reproduit identiquement lorsqu'on se décale dans le temps de cette même durée.

La fréquence dite fondamentale est l'inverse de la période d'un son périodique.

Seuls les sons périodiques ont une fréquence fondamentale.
Les sons musicaux sont la plupart du temps le résultat de la vibration d'un résonateur. La fréquence fondamentale est, dans ce cas, la fréquence du mode propre d'oscillation et celle de l'harmonique de premier rang. Plus rarement, il n'y a aucun partiel à la fréquence fondamentale. C'est le cas quand un orgue donne une note basse par l'interférence de deux tuyaux, et quand un système audio-électronique reproduit un son de basse riche en harmoniques, mais dont la fréquence est très inférieure à la limite de sa bande passante.
L'analyse spectrale montre que tous les phénomènes périodiques peuvent se décomposer en une série d'oscillations sinusoïdales de fréquence multiple de la fréquence fondamentale, dont on peut déterminer l'amplitude et la phase selon le formalisme mathématique :
{\displaystyle \mathrm {signal} =a_{0}+a_{1}\times \sin(2\pi ft+\phi _{1})+a_{2}\cdot \sin(2\pi \cdot 2ft+\phi _{2})+...+a_{n}\cdot \sin(2\pi \cdot nft+\phi _{n})}
où :
- {\displaystyle f} est la fréquence fondamentale ;
- {\displaystyle t} est le temps ;
- {\displaystyle a_{n}} et {\displaystyle \phi _{n}} sont respectivement l'amplitude et la phase de la ne composante.

Dans le domaine de l'acoustique musicale, on se limite aux fréquences harmoniques {\displaystyle n\cdot f} qui se trouvent dans le spectre audible, c'est-à-dire jusqu'à moins de 20 kHz.
Sons pursLes sons qui ne comportent qu'une seule fréquence sont appelés sons purs.
Sons complexesTous les sons qui ne sont pas des sons purs sont appelés sons complexes.
Sons complexes périodiquesLes sons complexes périodiques ont une fréquence fondamentale.
Son musicalLes sons musicaux sont une catégorie de sons complexes périodiques, difficiles à définir rigoureusement, dont la fréquence fondamentale détermine la note sur une échelle musicale logarithmique, le plus souvent cyclique sur une octave.

### Fréquence fondamentale et partiels
En acoustique musicale on considère que cette fréquence fondamentale doit se trouver dans le domaine audible, c'est-à-dire au-dessus de 16 hertz. Quand la fréquence fondamentale est en dessous de cette fréquence, on perçoit une variation du son, qui peut être un trémolo, un vibrato ou toute combinaison des deux. À partir de 50 Hz, on distingue très précisément la hauteur des sons. Au-delà de 4 200 Hz environ, c'est-à-dire à la limite aigüe du piano, la discrimination des hauteurs s'effondre.
Le son musical s'édifie sur la base de la fréquence fondamentale : ses partiels, résultant de l'analyse spectrale, sont harmoniques, c'est-à-dire que leurs fréquences sont des multiples entiers d'une fréquence audible.
Si les harmoniques ne sont pas des multiples entiers d'une fondamentale, le son est dit « inharmonique ».
La fréquence fondamentale détermine la hauteur du son. Pour un son de basse fréquence, de tonalité grave, la perception auditive prend en compte la répartition des harmoniques dans l'ensemble du spectre harmonique pour déterminer la hauteur.

## Cas de la fondamentale absente
Quand on supprime la fréquence fondamentale, le son continue à évoquer pour l'auditeur une note de musique, bien que la fréquence fondamentale correspondant à cette note n'apporte aucune énergie.
Cette perception, démontrée par Thomas Johann Seebeck en 1841, a suscité des hypothèses, démenties par des expériences ultérieures, de la part de Helmholtz. Aucun modèle ne semble parfaitement satisfaisant jusqu'à maintenant. Les uns pensent que le cerveau analyse les intervalles entre les partiels. Les autres proposent un modèle où la transmission nerveuse implique une analyse temporelle, par des retards différents dans plusieurs fibres nerveuses, et de la sorte permet une plus grande discrimination fréquentielle, où cependant, hypothétiquement, des fréquences dans un rapport harmonique produiraient la même image. La perception de la fondamentale absente amène à décomposer la perception des hauteurs en perception de la hauteur spectrale, qui s'applique à tous les sons, périodiques ou non, et les place approximativement sur une échelle de grave à aigu, et celle de la hauteur fondamentale, beaucoup plus précise puisqu'elle peut atteindre un seuil de discrimination de un à deux pour mille en fréquence, qui ne s'exerce que pour les sons complexes périodiques (harmoniques).
Cependant, tous les auditeurs ne sont pas capables de détecter la fondamentale absente, et certains sons complexes périodiques sont particulièrement difficiles à identifier, par exemple un son composé uniquement d'harmoniques d'ordre 3n à égalité, une suite d'intervalles d'une octave plus une quinte, dont on peut difficilement dire qu'elle correspond à une note.
Les facteurs d'orgue utilisent un procédé qui tire parti de la fondamentale absente pour créer des basses avec deux tuyaux de longueur inférieure à celle qui aurait été nécessaire pour obtenir directement le son désiré. L'interférence entre les deux tuyaux crée un  son différentiel à la fréquence fondamentale qui déclenche la perception de la note[réf. souhaitée].

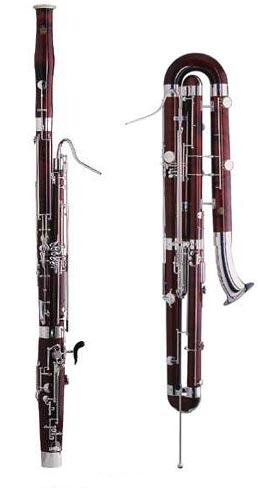
Contrebasson (à droite)

Le cas du contrebasson vient montrer les difficultés de cette recherche. La première note de cet instrument a pour fondamentale si♭. La fréquence fondamentale correspondant à cette note est 29 Hz. Un auditeur non prévenu qui écoute les premières notes d'une gamme ascendante jouée par cet instrument entend généralement une mélodie sans rapport avec le son de la gamme. C'est que les notes fondamentales se trouvent dans une zone où la discrimination en fréquence de l'oreille est mauvaise, et que l'instrument produit pour chaque note des partiels harmoniques dont certains, particulièrement intenses, sont appelés formants et se déplacent d'une note à l'autre.